# Rallye de Jordanie 2010
Le Rallye de Jordanie 2010 est le 3e rallye du Championnat du monde des rallyes 2010.

Il a été remporté par Sébastien Loeb et Daniel Elena sur Citroën C4 WRC.

## Résultats
| Rang              | Pilote             | Copilote            | Numéro            | Voiture                | Écurie                   | Temps             | Écart             | Points            |
| Toutes catégories | Toutes catégories  | Toutes catégories   | Toutes catégories | Toutes catégories      | Toutes catégories        | Toutes catégories | Toutes catégories | Toutes catégories |
| ----------------- | ------------------ | ------------------- | ----------------- | ---------------------- | ------------------------ | ----------------- | ----------------- | ----------------- |
| 1.                | Sébastien Loeb     | Daniel Elena        | 1                 | Citroën C4 WRC         | Citroën Total WRT        | 3 h 51 min 35 s 9 |                   | 25                |
| 2.                | Jari-Matti Latvala | Miikka Anttila      | 3                 | Ford Focus RS WRC 09   | Ford Abu Dhabi WRT       | 3 h 52 min 11 s 7 | 35 s 8            | 18                |
| 3.                | Petter Solberg     | Phil Mills          | 11                | Citroën C4 WRC         | Petter Solberg WRT       | 3 h 52 min 47 s 7 | 1 min 11 s 8      | 15                |
| 4.                | Daniel Sordo       | Marc Martí          | 2                 | Citroën C4 WRC         | Citroën Total WRT        | 3 h 53 min 25 s 2 | 1 min 49 s 3      | 12                |
| 5.                | Matthew Wilson     | Scott Martin        | 5                 | Ford Focus RS WRC 08   | M-Sport Stobart Ford WRT | 4 h 00 min 00 s 2 | 8 min 24 s 3      | 10                |
| 6.                | Sébastien Ogier    | Julien Ingrassia    | 7                 | Citroën C4 WRC         | Citroën Junior Team      | 4 h 02 min 02 s 3 | 10 min 26 s 4     | 8                 |
| 7.                | Federico Villagra  | Jorge Pérez Companc | 9                 | Ford Focus RS WRC 08   | Munchi's Ford WRT        | 4 h 03 min 03 s 9 | 11 min 28 s 0     | 6                 |
| 8.                | Kimi Räikkönen     | Kaj Lindstrom       | 8                 | Citroën C4 WRC         | Citroën Junior Team      | 4 h 04 min 06 s 9 | 12 min 31 s 0     | 4                 |
| 9.                | Henning Solberg    | Ilka Minor          | 6                 | Ford Focus RS WRC 08   | M-Sport Stobart Ford WRT | 4 h 05 min 44 s 5 | 14 min 08 s 6     | 2                 |
| 10.               | Xavier Pons        | Alex Haro           | 28                | Ford Fiesta S2000      | Nupel Global Racing      | 4 h 10 min 09 s 8 | 18 min 33 s 9     | 1                 |
| SWRC              |                    |                     |                   |                        |                          |                   |                   |                   |
| 1. (10.)          | Xavier Pons        | Alex Haro           | 28                | Ford Fiesta S2000      | Nupel Global Racing      | 4 h 10 min 09 s 8 |                   | 25                |
| PWRC              |                    |                     |                   |                        |                          |                   |                   |                   |
| 1. (11.)          | Patrik Flodin      | Göran Bergsten      | 48                | Subaru Impreza WRX STi | Uspenskiy Rally Tecnica  | 4 h 10 min 42 s 9 |                   | 25                |

## Spéciales chronométrées
| Étape           | Spéciale | Heure   | Nom                | Distance | Vainqueur          | Temps         | Leader             |
| --------------- | -------- | ------- | ------------------ | -------- | ------------------ | ------------- | ------------------ |
| 1re (1er avril) | ES1      | 10 h 28 | Rumman Forest      | 15,34 km | Jari-Matti Latvala | 12 min 12 s 1 | Jari-Matti Latvala |
| 1re (1er avril) | ES2      | 11 h 26 | Wadi Shueib 1      | 8,65 km  | Jari-Matti Latvala | 7 min 05 s 2  | Jari-Matti Latvala |
| 1re (1er avril) | ES3      | 11 h 54 | Mahes 1            | 20,44 km | Daniel Sordo       | 14 min 44 s 1 | Daniel Sordo       |
| 1re (1er avril) | ES4      | 12 h 37 | Mount Nebo 1       | 11,09 km | Petter Solberg     | 8 min 16 s 3  | Jari-Matti Latvala |
| 1re (1er avril) | ES5      | 14 h 50 | Wadi Shueib 2      | 8,65 km  | Jari-Matti Latvala | 6 min 44 s 1  | Jari-Matti Latvala |
| 1re (1er avril) | ES6      | 15 h 13 | Mahes 2            | 20,44 km | Petter Solberg     | 14 min 17 s 7 | Jari-Matti Latvala |
| 1re (1er avril) | ES7      | 15 h 56 | Mount Nebo 2       | 11,09 km | Sébastien Loeb     | 8 min 00 s 6  | Jari-Matti Latvala |
| 2e (2 avril)    | ES8      | 07 h 11 | Suwayma 1          | 10,49 km | Sébastien Loeb     | 5 min 13 s 7  | Jari-Matti Latvala |
| 2e (2 avril)    | ES9      | 07 h 51 | Kafrain 1          | 17,20 km | Petter Solberg     | 11 min 54 s 0 | Jari-Matti Latvala |
| 2e (2 avril)    | ES10     | 08 h 49 | Rivière Jordanie 1 | 41,45 km | Sébastien Loeb     | 27 min 38 s 4 | Jari-Matti Latvala |
| 2e (2 avril)    | ES11     | 11 h 50 | Suwayma 2          | 10,49 km | Sébastien Loeb     | 5 min 13 s 7  | Sébastien Loeb     |
| 2e (2 avril)    | ES12     | 12 h 30 | Kafrain 2          | 17,20 km | Petter Solberg     | 11 min 43 s 3 | Sébastien Loeb     |
| 2e (2 avril)    | ES13     | 13 h 28 | Rivière Jordanie 2 | 41,45 km | Sébastien Loeb     | 27 min 10 s 0 | Sébastien Loeb     |
| 3e (3 avril)    | ES14     | 07 h 20 | Yakrut 1           | 14,16 km | Sébastien Loeb     | 8 min 30 s 4  | Sébastien Loeb     |
| 3e (3 avril)    | ES15     | 07 h 50 | Bahath 1           | 12,53 km | Petter Solberg     | 9 min 30 s 3  | Sébastien Loeb     |
| 3e (3 avril)    | ES16     | 08 h 33 | Shuna 1            | 15,23 km | Sébastien Loeb     | 11 min 55 s 5 | Sébastien Loeb     |
| 3e (3 avril)    | ES17     | 09 h 16 | Baptism Site 1     | 10,83 km | Sébastien Loeb     | 5 min 21 s 1  | Sébastien Loeb     |
| 3e (3 avril)    | ES18     | 11 h 11 | Yakrut 2           | 14,16 km | Jari-Matti Latvala | 8 min 21 s 1  | Sébastien Loeb     |
| 3e (3 avril)    | ES19     | 11 h 41 | Bahath 2           | 12,53 km | Sébastien Loeb     | 9 min 17 s 0  | Sébastien Loeb     |
| 3e (3 avril)    | ES20     | 12 h 24 | Shuna 2            | 15,23 km | Jari-Matti Latvala | 12 min 00 s 6 | Sébastien Loeb     |
| 3e (3 avril)    | ES21     | 13 h 07 | Baptism Site 2     | 10,83 km | Sébastien Ogier    | 5 min 25 s 8  | Sébastien Loeb     |

## Classements au championnat après l'épreuve

### Classement des pilotes
| Rang | Pilote               | Rallyes | Rallyes | Rallyes | Rallyes | Rallyes | Rallyes | Rallyes | Rallyes | Rallyes | Rallyes | Rallyes | Rallyes | Rallyes | Total points |
| Rang | Pilote               | SUE     | MEX     | JOR     | TUR     | NZL     | POR     | BUL     | FIN     | GER     | JPN     | FRA     | ESP     | GBR     | Total points |
| ---- | -------------------- | ------- | ------- | ------- | ------- | ------- | ------- | ------- | ------- | ------- | ------- | ------- | ------- | ------- | ------------ |
| 1er  | Sébastien Loeb       | 18      | 25      | 25      | -       | -       | -       | -       | -       | -       | -       | -       | -       | -       | 68           |
| 2e   | Jari-Matti Latvala   | 15      | 10      | 18      | -       | -       | -       | -       | -       | -       | -       | -       | -       | -       | 43           |
| 3e   | Mikko Hirvonen       | 25      | 12      | 0       | -       | -       | -       | -       | -       | -       | -       | -       | -       | -       | 37           |
| 4e   | Petter Solberg       | 2       | 18      | 15      | -       | -       | -       | -       | -       | -       | -       | -       | -       | -       | 35           |
| 5e   | Sébastien Ogier      | 10      | 15      | 8       | -       | -       | -       | -       | -       | -       | -       | -       | -       | -       | 33           |
| 6e   | Daniel Sordo         | 12      | 0       | 12      | -       | -       | -       | -       | -       | -       | -       | -       | -       | -       | 24           |
| 7e   | Henning Solberg      | 8       | 8       | 2       | -       | -       | -       | -       | -       | -       | -       | -       | -       | -       | 18           |
| 8e   | Matthew Wilson       | 6       | 0       | 10      | -       | -       | -       | -       | -       | -       | -       | -       | -       | -       | 16           |
| 9e   | Federico Villagra    | -       | 6       | 6       | -       | -       | -       | -       | -       | -       | -       | -       | -       | -       | 12           |
| 10e  | Xavier Pons          | -       | 4       | 1       | -       | -       | -       | -       | -       | -       | -       | -       | -       | -       | 5            |
| 11e  | Kimi Räikkönen       | 0       | Ab.     | 4       | -       | -       | -       | -       | -       | -       | -       | -       | -       | -       | 4            |
| 12e  | Mads Østberg         | 4       | -       | -       | -       | -       | -       | -       | -       | -       | -       | -       | -       | -       | 4            |
| 13e  | Martin Prokop        | 0       | 2       | -       | -       | -       | -       | -       | -       | -       | -       | -       | -       | -       | 2            |
| 14e  | Armindo Araujo       | 0       | 1       | 0       | -       | -       | -       | -       | -       | -       | -       | -       | -       | -       | 1            |
| 15e  | Per-Gunnar Andersson | 1       | -       | 0       | -       | -       | -       | -       | -       | -       | -       | -       | -       | -       | 1            |

| Couleur | Résultat                                                         |
| ------- | ---------------------------------------------------------------- |
| Or      | Vainqueur                                                        |
| Argent  | 2e place                                                         |
| Bronze  | 3e place                                                         |
| Vert    | Classé, dans les points                                          |
| Bleu    | Classé, hors des points Non classé (Nc.)                         |
| Mauve   | Abandon (Ab.) Retrait (Re.)                                      |
| Noir    | Disqualifié (Dq.)                                                |
| Blanc   | N'a pas pris le départ (Np.) Forfait (Forf.) Épreuve annulée (A) |
| Aucune  | N'a pas participé (-)                                            |

### Classement des constructeurs
| Rang | Équipe                             | Rallyes | Rallyes | Rallyes | Rallyes | Rallyes | Rallyes | Rallyes | Rallyes | Rallyes | Rallyes | Rallyes | Rallyes | Rallyes | Total points |
| Rang | Équipe                             | SUE     | MEX     | JOR     | TUR     | NZL     | POR     | BUL     | FIN     | GER     | JPN     | FRA     | ESP     | GBR     | Total points |
| ---- | ---------------------------------- | ------- | ------- | ------- | ------- | ------- | ------- | ------- | ------- | ------- | ------- | ------- | ------- | ------- | ------------ |
| 1er  | Citroën Total World Rally Team     | 30      | 31      | 40      | -       | -       | -       | -       | -       | -       | -       | -       | -       | -       | 101          |
| 2e   | BP Ford Abu Dhabi World Rally Team | 40      | 27      | 20      | -       | -       | -       | -       | -       | -       | -       | -       | -       | -       | 87           |
| 3e   | Citroën Junior Team                | 14      | 18      | 16      | -       | -       | -       | -       | -       | -       | -       | -       | -       | -       | 48           |
| 4e   | Stobart M-Sport Ford Rally Team    | 14      | 14      | 16      | -       | -       | -       | -       | -       | -       | -       | -       | -       | -       | 44           |
| 5e   | Munchi's Ford World Rally Team     | -       | 8       | 8       | -       | -       | -       | -       | -       | -       | -       | -       | -       | -       | 16           |